# Wjatscheslaw Alexandrowitsch Skok
Wjatscheslaw Alexandrowitsch Skok (russisch Вячеслав Александрович Скок; * 3. September 1946 in Rschew) ist ein ehemaliger sowjetischer Wasserballspieler. Bei Olympischen Spielen gewann er mit der sowjetischen Nationalmannschaft 1968 eine Silbermedaille. 1970 war er Europameister.

## Sportliche Karriere
Bei den Olympischen Spielen 1968 in Mexiko-Stadt belegte die sowjetische Mannschaft in der Vorrunde den zweiten Platz hinter den Ungarn und besiegte im Halbfinale die Italiener mit 8:5. Im Finale gegen die Jugoslawen unterlag die sowjetische Mannschaft mit 11:13 Toren. Skok warf acht Tore in der Vorrunde und drei im Halbfinale. Im Finale erzielte Oleksij Barkalow sieben der elf sowjetischen Tore, Skok erzielte die anderen vier Treffer. 1970 bei der Europameisterschaft in Barcelona gewann die sowjetische Mannschaft den Titel mit neun Siegen in neun Spielen, Zweite wurden die Ungarn vor den Jugoslawen. Skok warf in der Finalrunde sechs Tore.
Skok spielte von 1965 bis 1971 für Dynamo Moskau.